# Maklura
Maklura (znanstveno ime Maclura pomifera) je listnato drevo Severne Amerike, ki je svoje znanstveno ime dobila po ameriškem geologu Williamu Macluru.

## Opis
Maklura je listopadno drevo, ki doseže višino do 10 metrov in ima značilno kroglasto krošnjo, ki jo sestavljajo veje z močnimi trni. Listi drevesa so podolgovati, gladki in imajo valovit rob, na veje pa so nameščeni premenjalno. Les drevesa je trd, lubje pa je rumenkasto. Iz lesa pridobivajo barvilo morin. Na ranjenih mestih se iz lesa izceja gost mleček.
Cvetovi drevesa so enospolni; moški so pecljati in združeni v grozdastem visečem socvetju, ženski pa so zbrani v okroglem socvetju na kratkem peclju. Oplojena socvetja razvijejo soplodja, sestavljena iz številnih drobnih koščičastih sadežev, ki so zbrani v okrogel plod, prekrit z bradavičasto skorjo, ki je sprva zelene barve, nato pa postane rumena in na koncu oranžna ter je na pogled podobna pomaranči. Sadež ni užiten.

## Razširjenost in uporabnost
Domovina drevesa je Severna Amerika (predvsem države Arkansas, Teksas in Oklahoma), kjer je razširjeno kot okrasno drevo, pogosto pa ga zaradi nezahtevnosti sadijo v žive meje. Kljub dokaj čvrstemu lesu drevo nima gospodarske vrednosti, razmnožuje pa se s semeni ali s potaknjenci.